# Sarcofaag

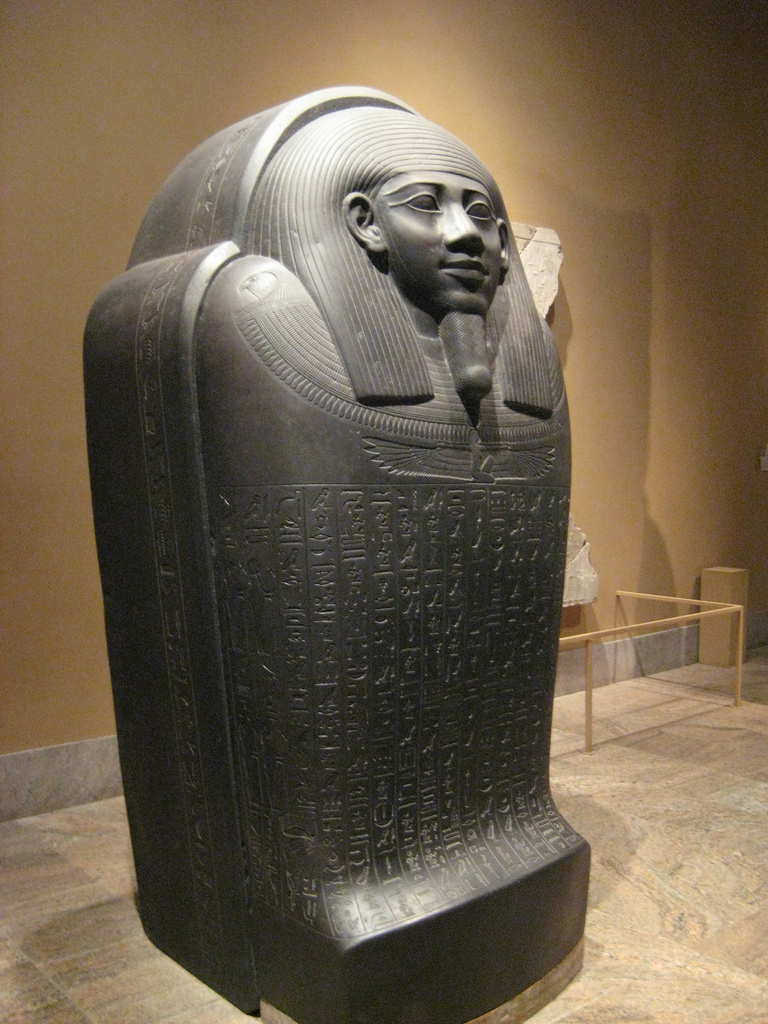
Kolossale Egyptische sarcofaag van basalt, toebehorend aan Horkhebit. Late Periode, 26e dynastie, ca. 590 v.Chr. Gevonden in 1902 in Saqqara. Nu in het Metropolitan Museum of Art, New York

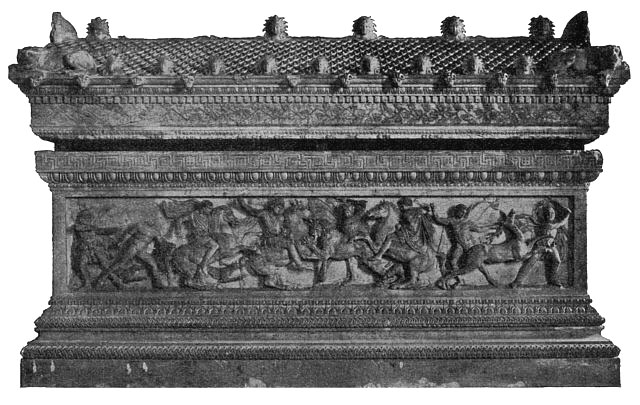
De Alexandersarcofaag, vermeend graf van Alexander de grote. De reliëfs beelden scènes uit diens leven uit. Gevonden in 1887 te Sidon

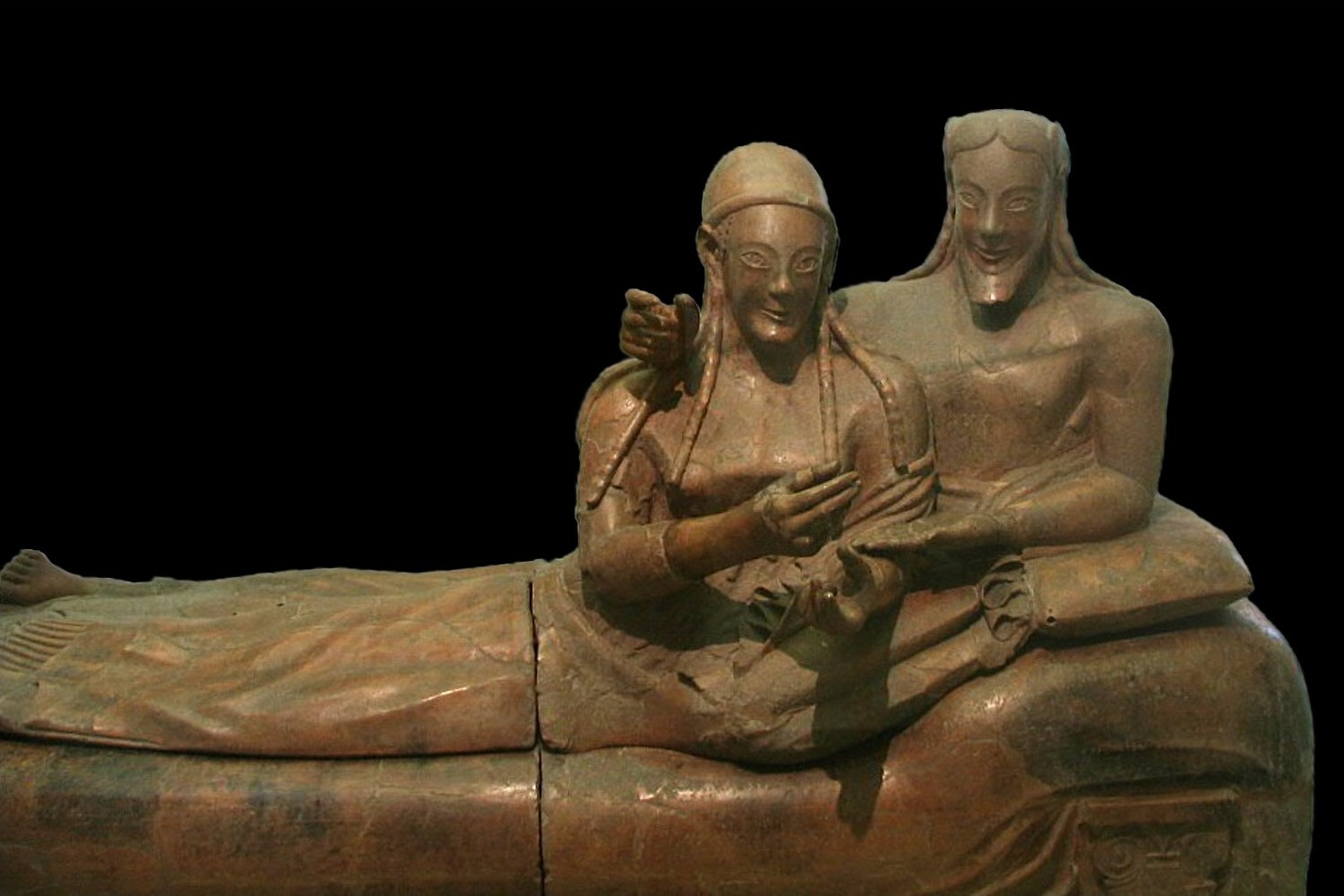
Etruskische terracotta sarcofaag van een echtpaar, gevonden te Cerveteri. 6e eeuw v.Chr. Museo Nazionale Etrusco di Villa Giulia

Een sarcofaag (Oudgrieks: σαρκοφάγος – vleesetend) is een doorgaans stenen kist waarin menselijke stoffelijke resten worden bewaard. Het gaat hierbij specifiek om overblijfselen als gevolg van begraven en niet van cremeren. In het laatste geval is de houder van de resten een urn. Sarcofagen worden al eeuwenlang en door vele culturen gebruikt. Ze hebben derhalve talloze verschijningsvormen en zijn vaak aan de buitenkant, maar ook wel aan de binnenkant, voorzien van decoraties en inscripties.

## Gebruik
Slechts weinig mensen worden in stenen kisten begraven of bijgezet; het gaat zowel vroeger als tegenwoordig vooral om zeer belangrijke en rijke mensen, zoals pausen, leden van het koninklijk huis en vroeger de farao's.

### Oudheid
In het oude Egypte werden mummies van vooraanstaande personen (farao's, priesters, edelen of rijke mensen) tezamen met een of meerdere houten doodskisten in sarcofagen geplaatst. Eerst waren deze sarcofagen rechthoekig, later (in de Late periode, 712-332 v.Chr.) kregen zij een meer mensachtige vorm. De Egyptische sarcofagen waren vervaardigd uit materialen als kalksteen, zandsteen, basalt, graniet en calciet.

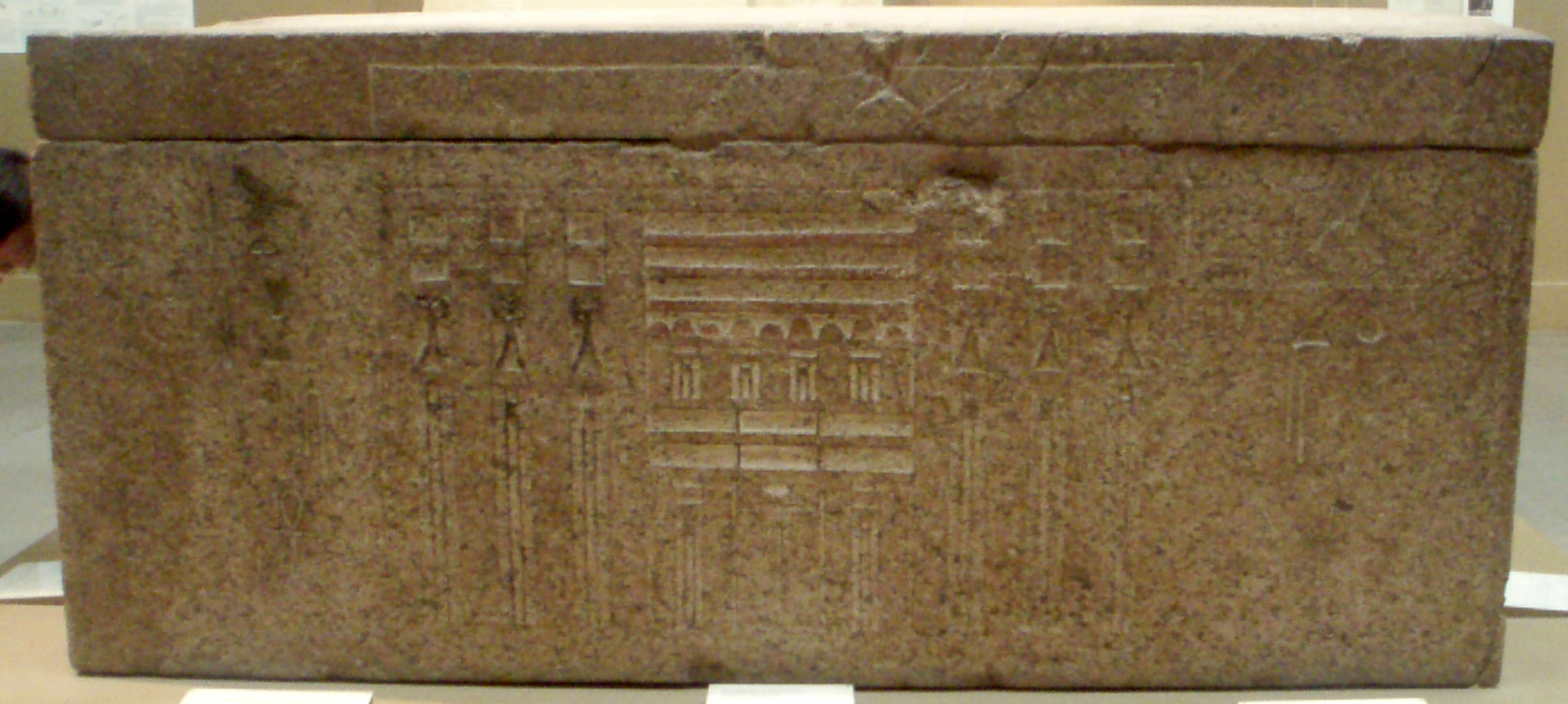
Sarcofaag van koningin Meresank II, 4e dynastie van Egypte
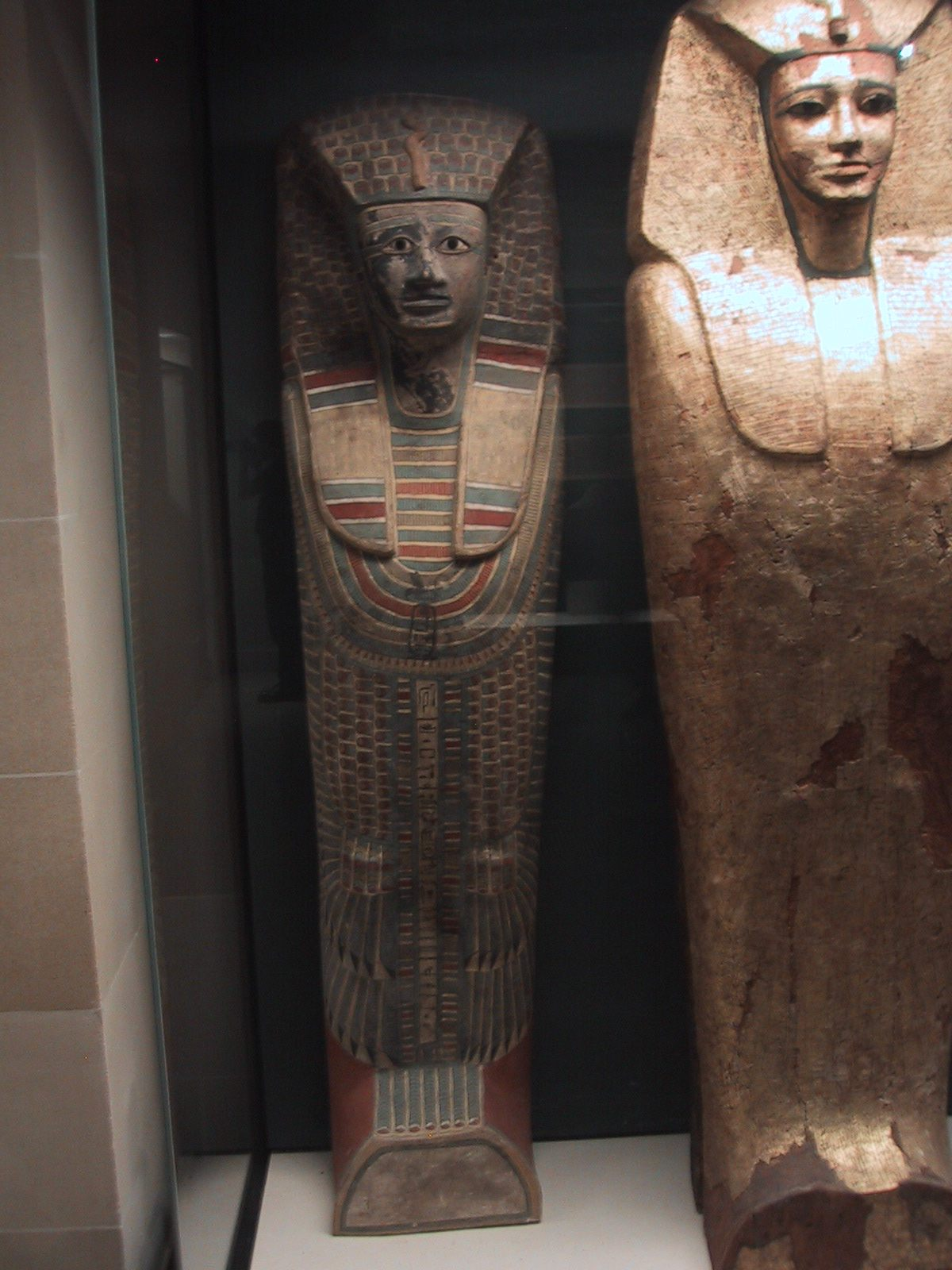
Sarcofaag van farao Antef, 17e dynastie van Egypte
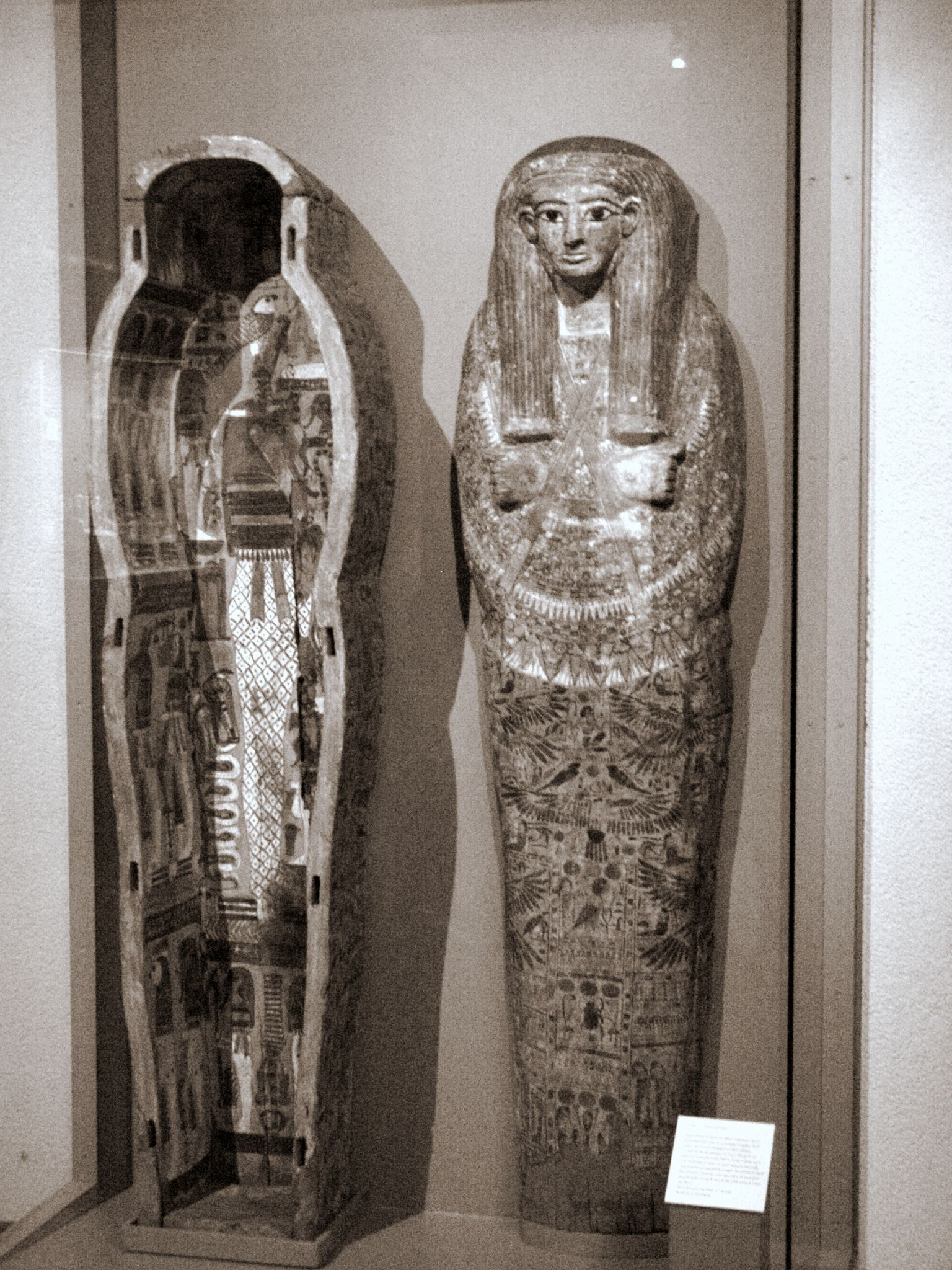
Sarcofaag uit de 21e dynastie van Egypte, 1000 v.Chr.
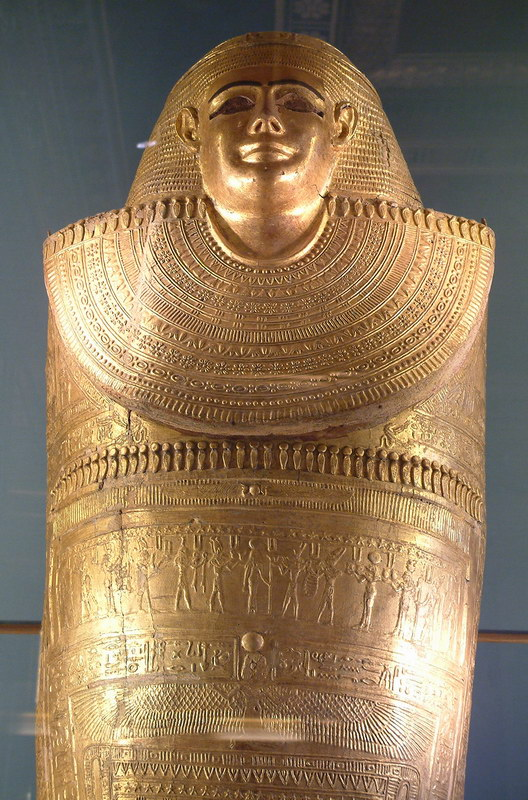
Sarcofaag van Tacheretpaankh, Ptolemaeische tijd.

Ook bij de Etruskische cultuur werden belangrijke mensen in een sarcofaag bijgezet. Vanaf de 6e eeuw v.Chr. werden op de sarcofagen ook mensen afgebeeld in reliëf, ze worden liggend afgebeeld op een bed. Soms de overledene en soms ook nog de echtgenoot erbij.

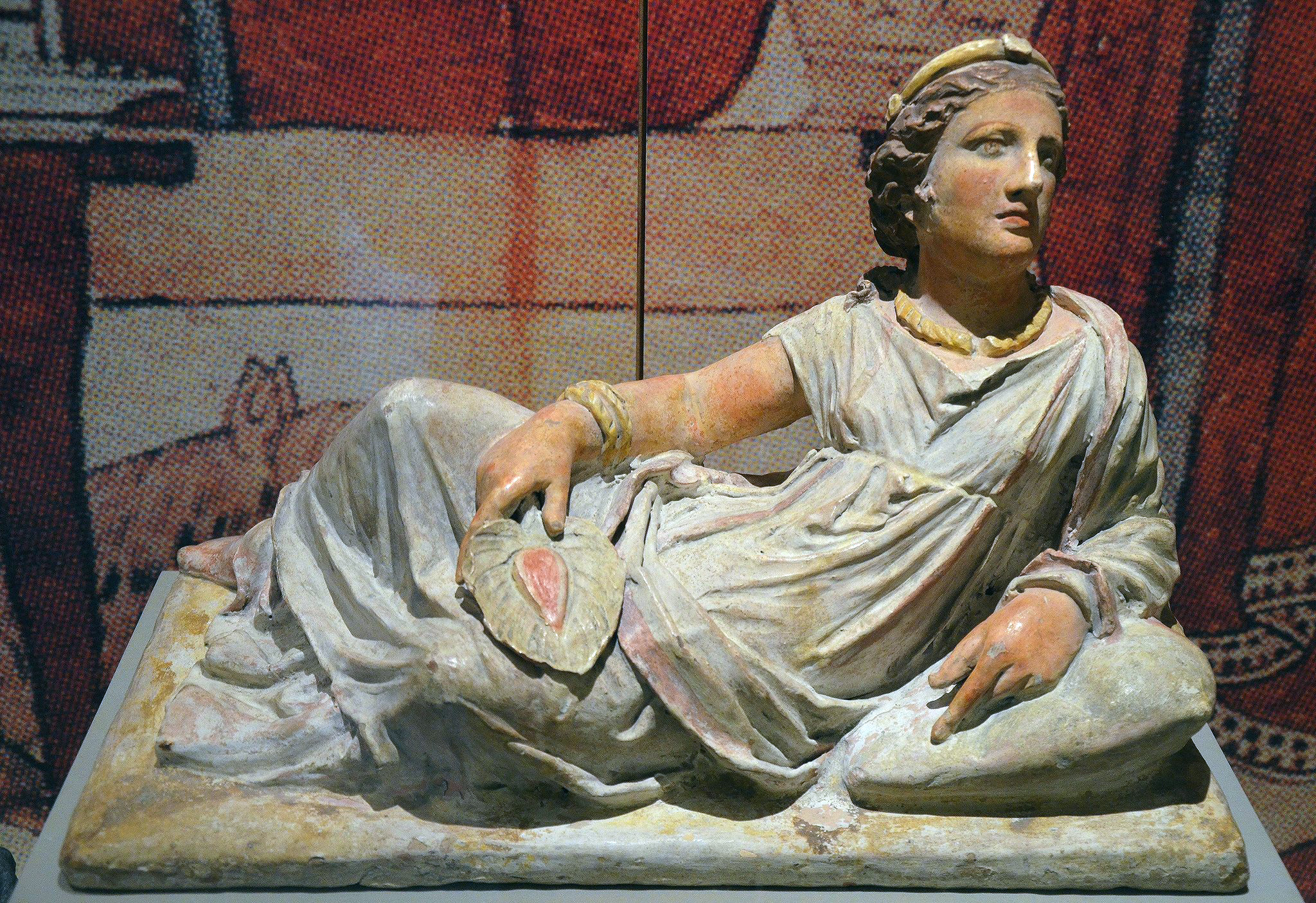
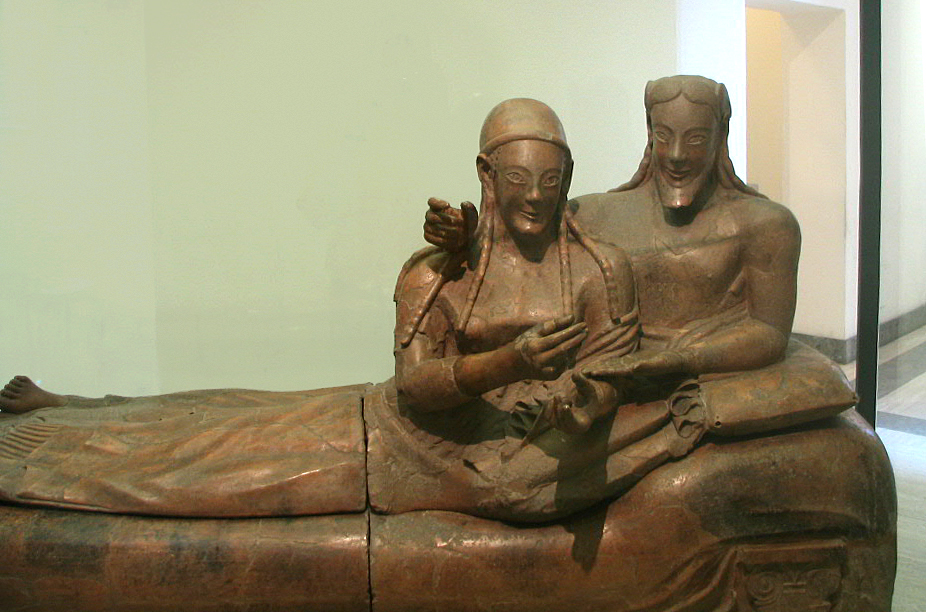
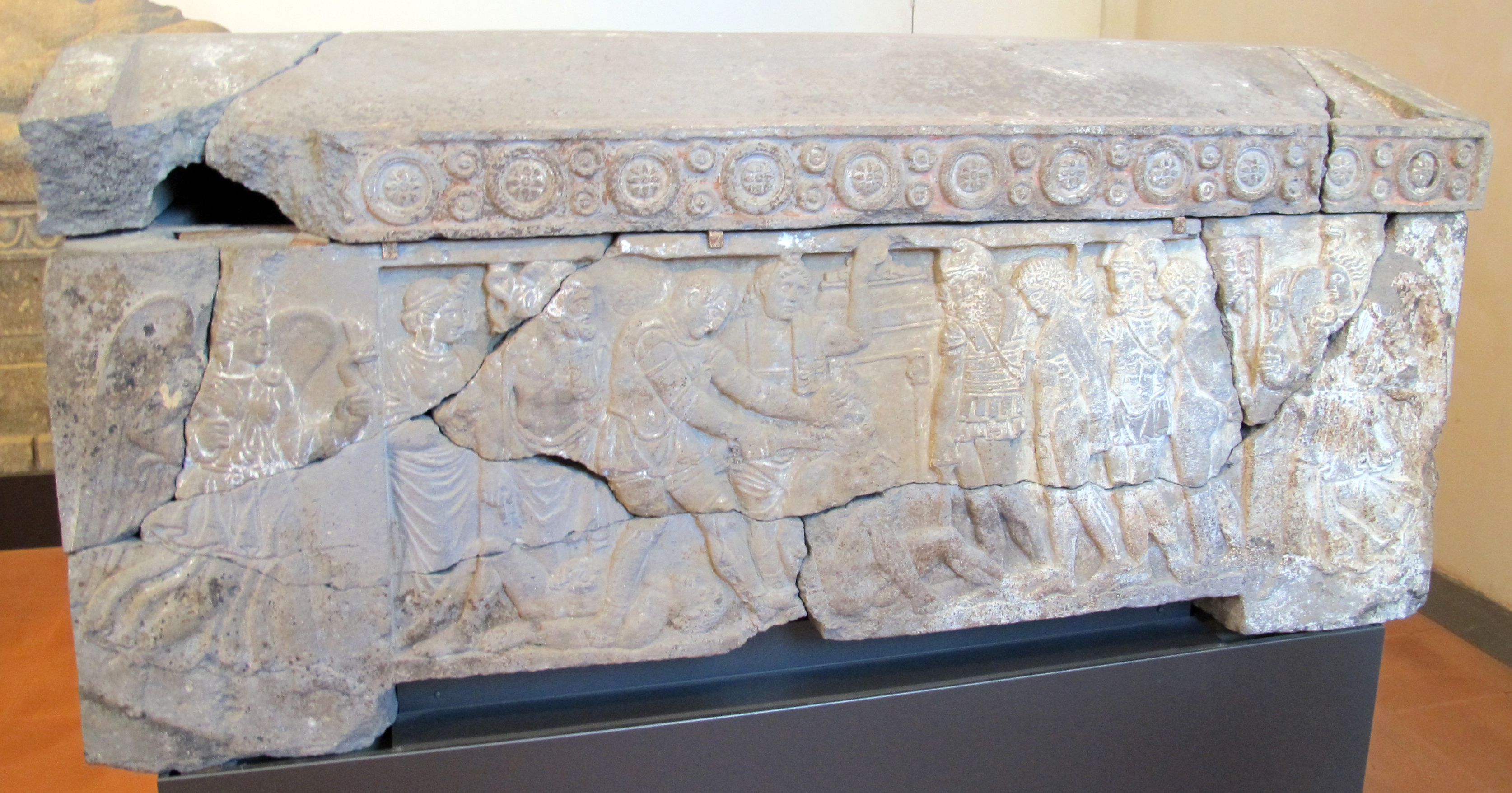
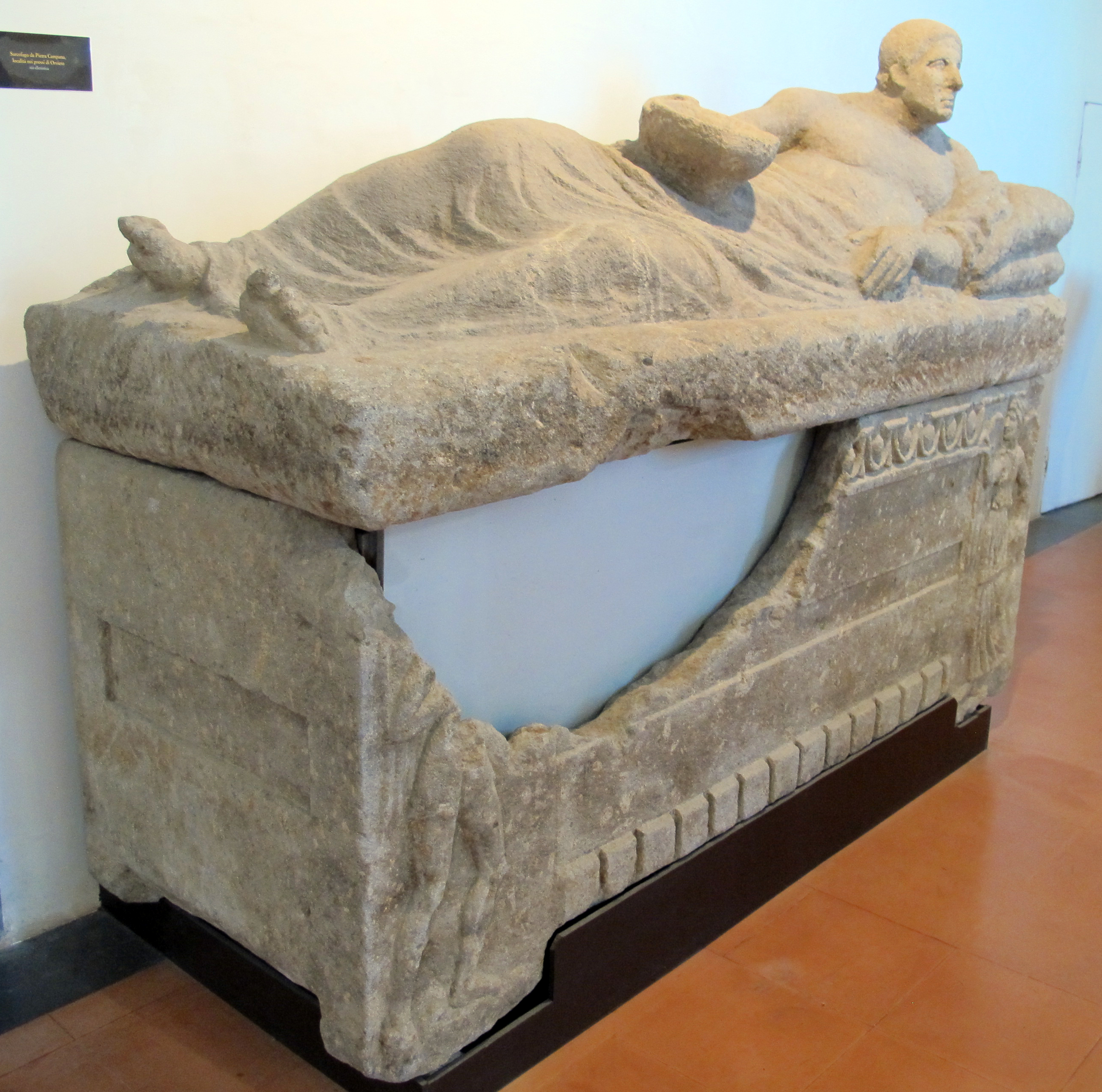

Bij de Grieken, Macedoniërs en Romeinen bestond de sarcofaag als een rechthoekige stenen kist met daarop verschillende scènes. In de Grieks-Macedonische tijd waren dit vooral scènes met tempels, graffioenen, goden of hangende trossen bloemen met druiven. Er bestonden ook sarcofagen zonder scènes erop. In de tijd van de eerste christenen in Rome werd een mengeling van scènes afgebeeld, zowel christelijke symbolen en scènes, Joodse symbolen en ook Romeinse goden en taferelen.

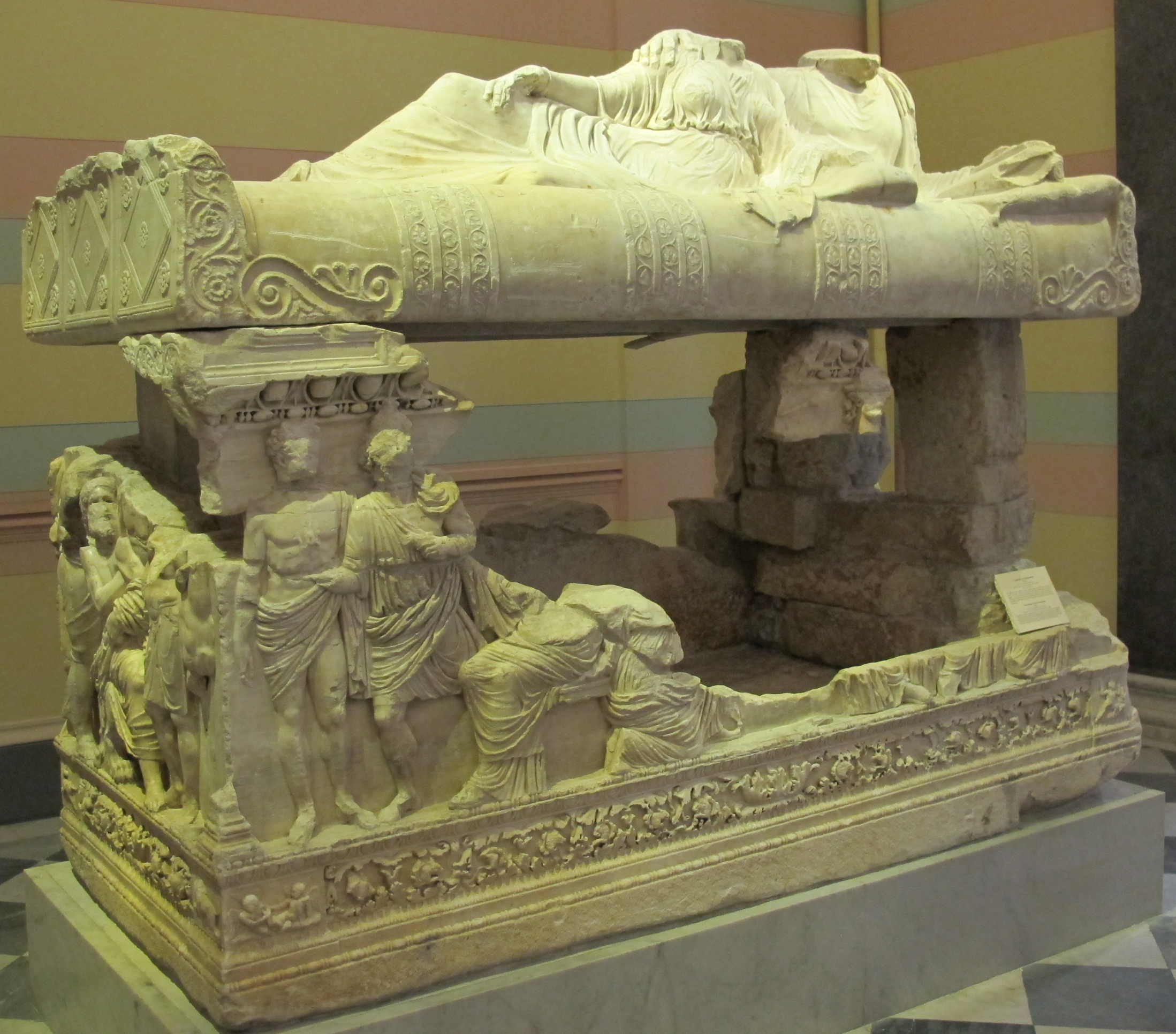
Griekse sarcofaag uit 200 v.Chr.
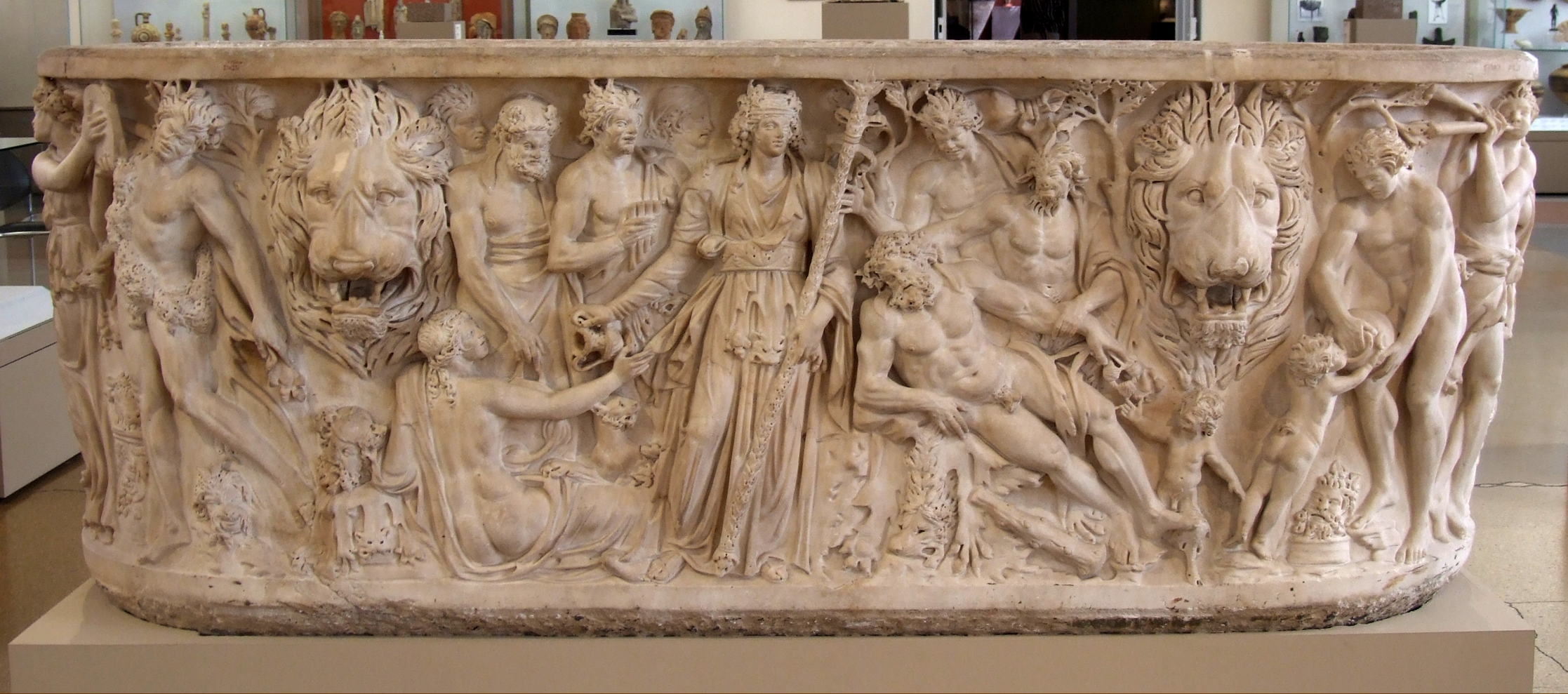
Griekse sarcofaag uit 210 v.Chr.
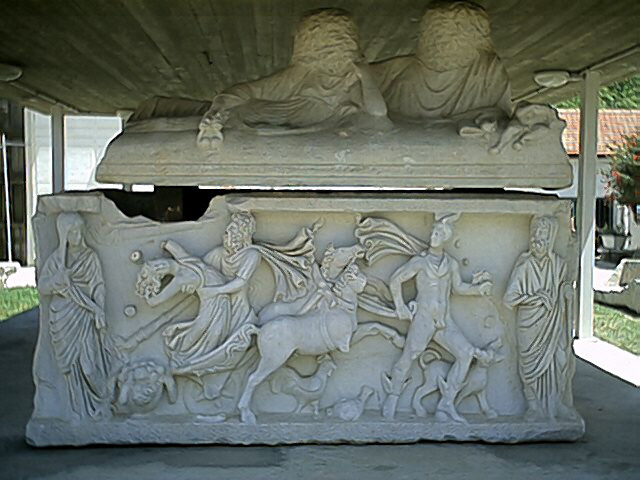
Sarcofaag uit de Romeinse tijd
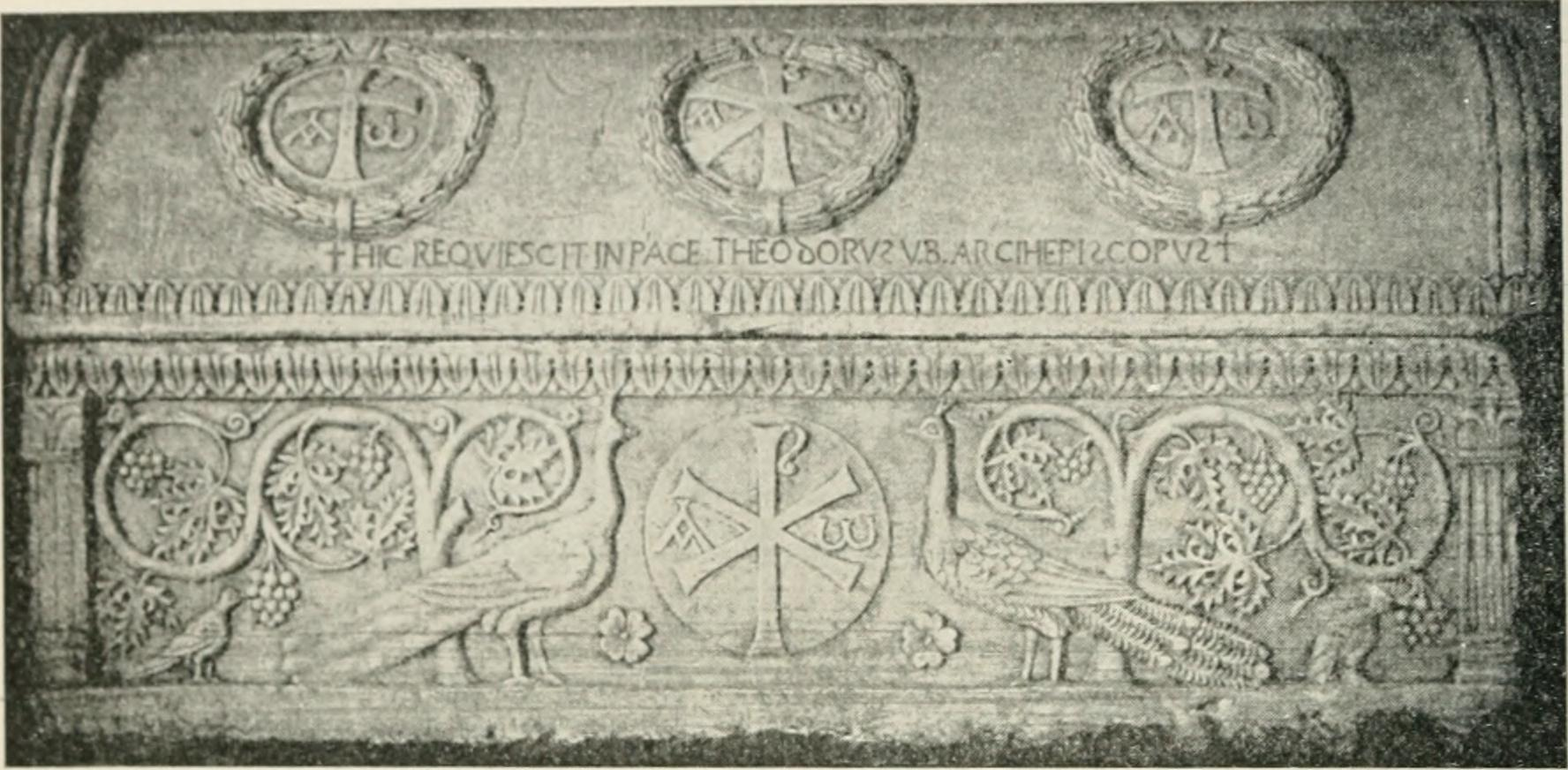
Vroeg-Christelijke sarcofaag.

### Middeleeuwen
Ook in vroeger tijden was het gebruikelijk dat rijke mensen in een stenen kist werden begraven. Soms was het zelfs zo, dat de kist met het lichaam erin niet onder de grond gestopt werd, maar in het kerkgebouw bleef staan. In sommige kerken bevinden zich ook wandgraven. Daar is het lichaam van de overledene in een sarcofaag in de muur van de kerk geplaatst. Bij de vroegchristelijke begraafplaats les Alyscamps in Arles staan honderden sarcofagen in de openlucht opgesteld.

### Moderne tijd

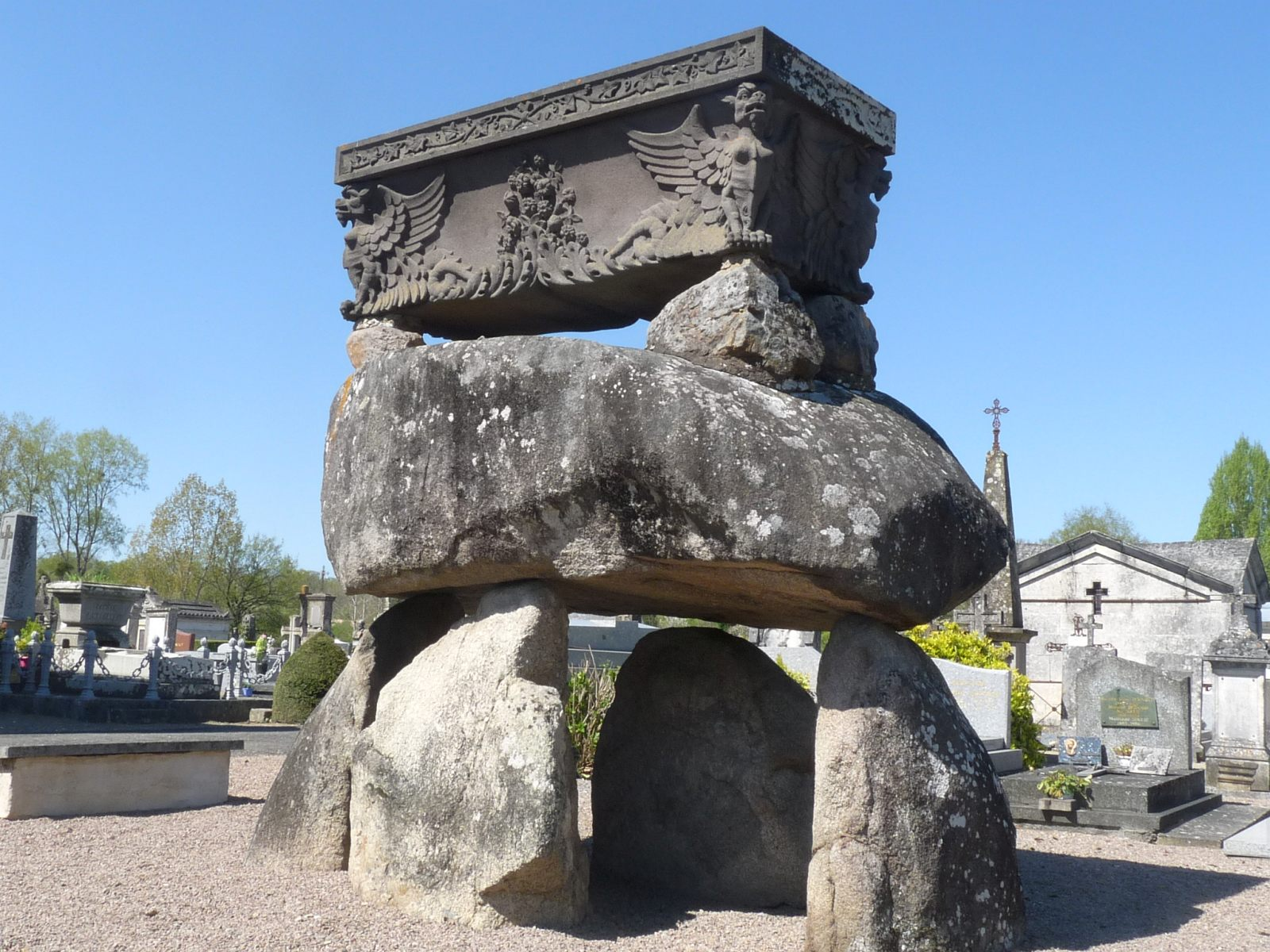
De sarcofaag van Jeanne-Marie Crévelier op Dolmen de Périssac, cimetière de Confolens, Charente

De koningen en koninginnen van Spanje worden in schitterende sarcofagen in het Panteón de los Reyes onder het Escorial bijgezet. De gedeeltelijk vergulde stenen kisten staan boven elkaar in een achthoekig vertrek.

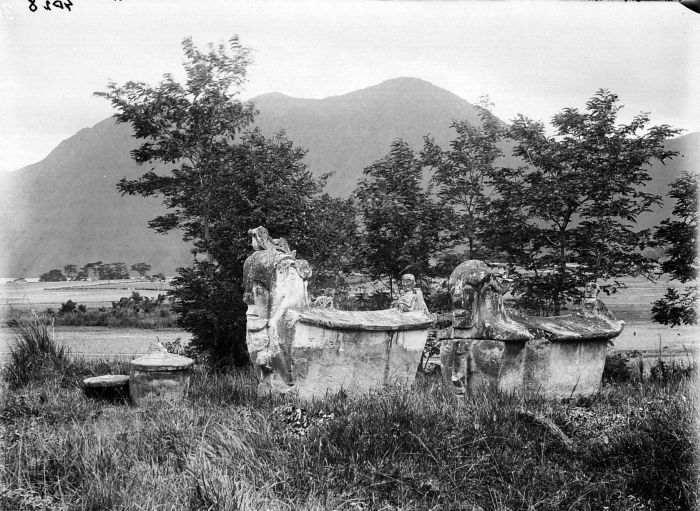
Een Toba Batak begraafplaats met sarcofagen en schedelpotten
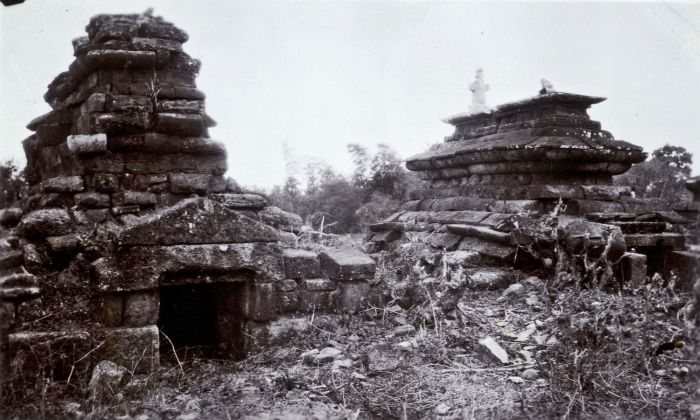
Een dorpshoofd op Samosir staat bij een stenen sarcofaag van de familie Sidabutar waarin voorouderschedels bewaard worden
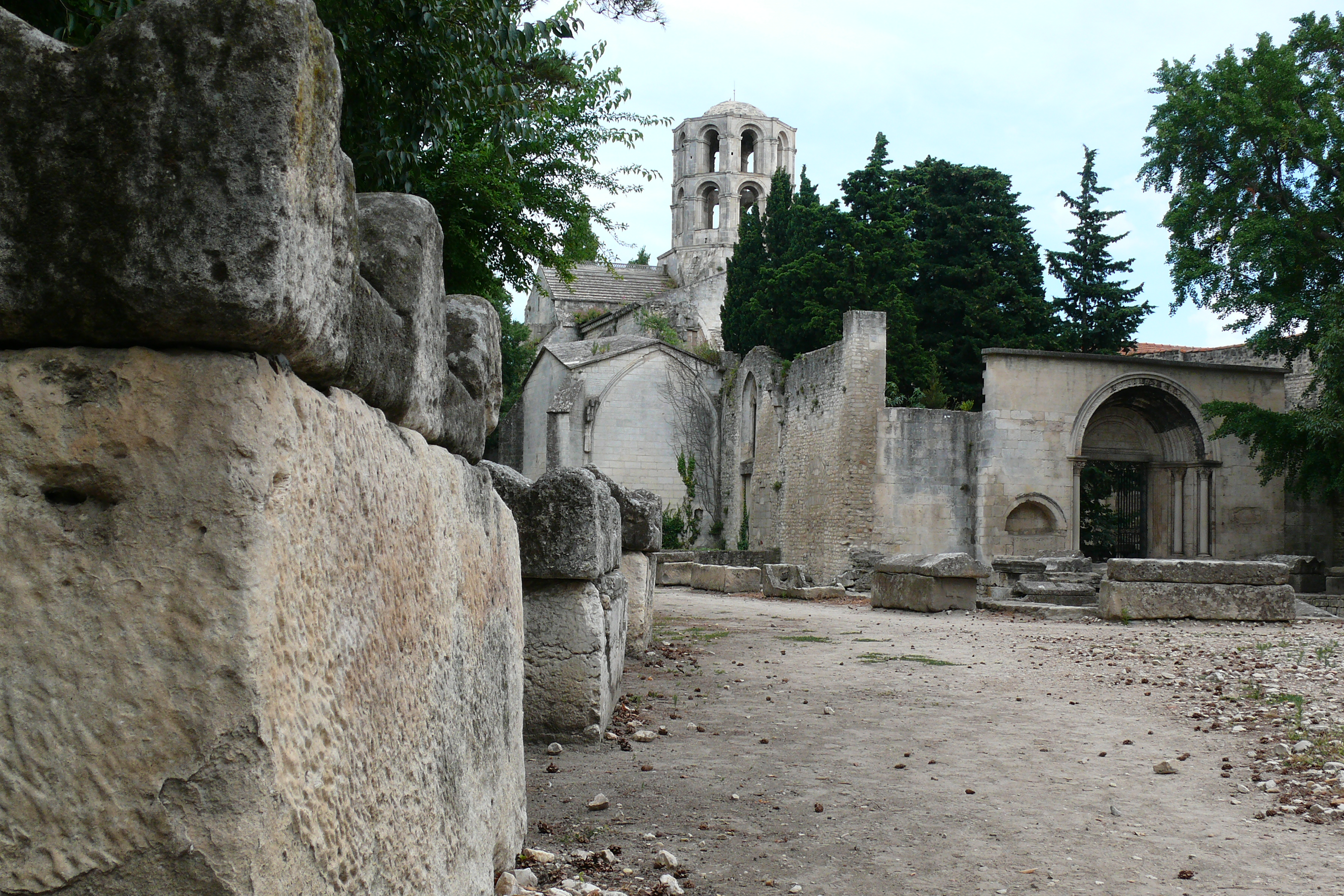
Sarcofagen op de vroegchristelijke begraafplaats les Alyscamps
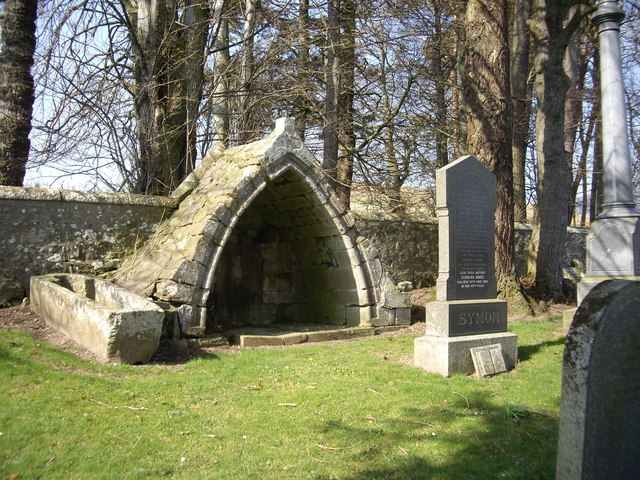
Een sarcofaag op het kerkhof van Rhynie

## Etymologie
Het woord sarcofaag is een combinatie van de Griekse woorden: sarx (σαρξ), wat vlees betekent, en phagoon (φαγων), wat eten betekent. Letterlijk is een sarcofaag dus een vleesetend object. Het is daarom minder juist om bij de kist van een farao het woord sarcofaag te gebruiken. De bedoeling van de mummificatie is juist dat het vlees van de farao bewaard zal blijven.

## Tsjernobyl
Het woord sarcofaag wordt ook gebruikt voor de constructie die de ontplofte kernreactor van Tsjernobyl omgeeft om het grootste deel van de ioniserende straling tegen te houden.